# 中华全国手工业合作总社
中华全国手工业合作总社是中国各省、自治区、直辖市联社及其集体工业经济联合组织组成的集体所有制经济联合组织。

## 历史
1954年11月，国务院批准成立中央手工业管理局。1955年1月，中华全国手工业合作社联合总社筹备委员会经中共中央批准成立。筹备委员会与中央手工业管理局合署办公。总社筹委会主任白如冰。1957年12月，全国手工业合作社第一届社员代表大会召开，中华全国手工业合作总社正式成立。马豫章任副主任、党组成员，分管办公厅、工艺美术局、科技局等。

## 机构设置
总社的内设机构为：
- 总社办公室
- 资产财务部
- 人事教育部
- 国际合作部